# (16395) Ioannpravednyj
(16395) Ioannpravednyj es un asteroide perteneciente al cinturón de asteroides, descubierto el 23 de octubre de 1981 por la astrónoma soviética Liudmila Chernyj desde el Observatorio Astrofísico de Crimea (República de Crimea).

## Designación y nombre
Designado provisionalmente como 1981 US14. Fue nombrado Ioannpravednyj en honor al arcipreste Iván Ilich Sérguiev, Juan de Kronstadt, que ayudó a desamparados rusos en su iglesia.